# يو إف سي 196
يو إف سي 196: ماكغريغور ضد دياز (بالإنجليزية: UFC 196: McGregor vs. Diaz)‏ هو حدث لفنون القتال المختلطة نظمته يو إف سي، أُقيم في 5 مارس 2016، على إم جي إم جراند جاردن أرينا في لاس فيغاس، نيفادا، الولايات المتحدة.